# Regio-Tour 1996
Il Regio-Tour 1996, dodicesima edizione della corsa, si svolse dal 13 al 18 agosto 1996 su un percorso di 826 km ripartiti in 5 tappe (la terza suddivisa in due semitappe) più un cronoprologo, con partenza da Lörrach e arrivo a Vogtsburg im Kaiserstuhl. Fu vinto dal tedesco Jan Ullrich della Team Deutsche Telekom davanti al suo connazionale Jens Heppner e al lettone Piotr Ugrumov.

## Tappe
| Tappa  | Data      | Percorso                                                                | km    | Vincitore di tappa | Leader cl. generale |
| ------ | --------- | ----------------------------------------------------------------------- | ----- | ------------------ | ------------------- |
| Prol.  | 13 agosto | Lörrach > Lörrach (cron. individuale)                                   | 5,2   | Erik Dekker        | Erik Dekker         |
| 1ª     | 14 agosto | Wehr > Wehr                                                             | 179   | Jens Heppner       | Jan Ullrich         |
| 2ª     | 15 agosto | Müllheim > Müllheim                                                     | 179,4 | Filippo Casagrande | Jan Ullrich         |
| 3ª-1ª  | 16 agosto | Bahlingen am Kaiserstuhl > Bahlingen am Kaiserstuhl (cron. individuale) | 19,2  | Jan Ullrich        | Jan Ullrich         |
| 3ª-2ª  | 16 agosto | Friburgo > Friburgo                                                     | 76,5  | Robbie McEwen      | Jan Ullrich         |
| 4ª     | 17 agosto | Guebwiller > Colmar                                                     | 182,8 | Filippo Casagrande | Jan Ullrich         |
| 5ª     | 18 agosto | Vogtsburg im Kaiserstuhl > Vogtsburg im Kaiserstuhl                     | 184   | Filippo Casagrande | Jan Ullrich         |
| Totale | Totale    | Totale                                                                  | 826   |                    |                     |

## Dettagli delle tappe

### Prologo
- 13 agosto: Lörrach > Lörrach (cron. individuale) – 5,2 km

| Pos. | Corridore    | Squadra  | Tempo |
| ---- | ------------ | -------- | ----- |
| 1    | Erik Dekker  | Rabobank | 6'12" |
| 2    | Jan Ullrich  | Telekom  | a 1"  |
| 3    | Michael Rich |          | a 4"  |

| Pos. | Corridore   | Squadra  | Tempo |
| ---- | ----------- | -------- | ----- |
| 1    | Erik Dekker | Rabobank | 6'12" |

### 1ª tappa
- 14 agosto: Wehr > Wehr – 179 km

| Pos. | Corridore       | Squadra | Tempo    |
| ---- | --------------- | ------- | -------- |
| 1    | Jens Heppner    | Telekom | 4h28'59" |
| 2    | Jan Ullrich     | Telekom | a 10"    |
| 3    | Mirko Celestino | Polti   | a 23"    |

| Pos. | Corridore   | Squadra | Tempo    |
| ---- | ----------- | ------- | -------- |
| 1    | Jan Ullrich | Telekom | 4h35'13" |

### 2ª tappa
- 15 agosto: Müllheim > Müllheim – 179,4 km

| Pos. | Corridore          | Squadra | Tempo    |
| ---- | ------------------ | ------- | -------- |
| 1    | Filippo Casagrande | Scrigno | 4h47'54" |
| 2    | Jan Ullrich        | Telekom | s.t.     |
| 3    | Jens Heppner       | Telekom | a 30"    |

| Pos. | Corridore   | Squadra | Tempo    |
| ---- | ----------- | ------- | -------- |
| 1    | Jan Ullrich | Telekom | 9h23'01" |

### 3ª tappa - 1ª semitappa
- 16 agosto: Bahlingen am Kaiserstuhl > Bahlingen am Kaiserstuhl (cron. individuale) – 19,2 km

| Pos. | Corridore     | Squadra  | Tempo  |
| ---- | ------------- | -------- | ------ |
| 1    | Jan Ullrich   | Telekom  | 24'09" |
| 2    | Carlo Finco   | MG Boys  | a 40"  |
| 3    | Piotr Ugrumov | Roslotto | a 49"  |

| Pos. | Corridore   | Squadra | Tempo |
| ---- | ----------- | ------- | ----- |
| 1    | Jan Ullrich | Telekom |       |

### 3ª tappa - 2ª semitappa
- 16 agosto: Friburgo > Friburgo – 76,5 km

| Pos. | Corridore         | Squadra  | Tempo    |
| ---- | ----------------- | -------- | -------- |
| 1    | Robbie McEwen     | Rabobank | 1h41'59" |
| 2    | Giovanni Lombardi | Polti    | s.t.     |
| 3    | Mirko Rossato     | Scrigno  | s.t.     |

| Pos. | Corridore   | Squadra | Tempo     |
| ---- | ----------- | ------- | --------- |
| 1    | Jan Ullrich | Telekom | 11h29'09" |

### 4ª tappa
- 17 agosto: Guebwiller > Colmar – 182,8 km

| Pos. | Corridore           | Squadra  | Tempo    |
| ---- | ------------------- | -------- | -------- |
| 1    | Filippo Casagrande  | Scrigno  | 5h27'25" |
| 2    | Viaceslav Djavanian | Roslotto | s.t.     |
| 3    | Erik Dekker         | Rabobank | s.t.     |

| Pos. | Corridore   | Squadra | Tempo     |
| ---- | ----------- | ------- | --------- |
| 1    | Jan Ullrich | Telekom | 16h56'34" |

### 5ª tappa
- 18 agosto: Vogtsburg im Kaiserstuhl > Vogtsburg im Kaiserstuhl – 184 km

| Pos. | Corridore          | Squadra    | Tempo    |
| ---- | ------------------ | ---------- | -------- |
| 1    | Filippo Casagrande | Scrigno    | 5h05'26" |
| 2    | Armin Meier        | PMU Romand | s.t.     |
| 3    | Mirko Celestino    | Polti      | s.t.     |

| Pos. | Corridore     | Squadra  | Tempo     |
| ---- | ------------- | -------- | --------- |
| 1    | Jan Ullrich   | Telekom  | 22h02'00" |
| 2    | Jens Heppner  | Telekom  | a 2'09"   |
| 3    | Piotr Ugrumov | Roslotto | a 3'20"   |

## Classifiche finali

### Classifica generale
| Pos. | Corridore          | Squadra                      | Tempo     |
| ---- | ------------------ | ---------------------------- | --------- |
| 1    | Jan Ullrich        | Team Deutsche Telekom        | 22h02'00" |
| 2    | Jens Heppner       | Team Deutsche Telekom        | a 2'09"   |
| 3    | Piotr Ugrumov      | Roslotto-ZG Mobili           | a 3'20"   |
| 4    | Mirko Celestino    | Team Polti                   | a 3'33"   |
| 5    | Filippo Casagrande | Scrigno-Blue Storm           | a 3'45"   |
| 6    | Erik Dekker        | Rabobank                     | a 5'18"   |
| 7    | Armin Meier        | PMU Romand-BEPSA-Loup Sport  | a 5'28"   |
| 8    | Carlo Finco        | MG Boys Maglificio-Technogym | a 6'30"   |
| 9    | Udo Bölts          | Team Deutsche Telekom        | a 0"      |
| 10   | Amilcare Tronca    | Scrigno-Blue Storm           | a 7'34"   |